# Panzer-Sommerwurz
Die Panzer-Sommerwurz (Orobanche artemisiae-campestris Vaucher ex Gaudin, Syn.: Orobanche loricata Rchb.), auch Beifuß-Sommerwurz genannt, ist eine Pflanzenart aus der Gattung der Sommerwurzen (Orobanche) in der Familie der Sommerwurzgewächse (Orobanchaceae).

## Beschreibung
Die Panzer-Sommerwurz ist eine 8 bis 40 cm hohe, parasitäre Pflanze. Sie parasitiert auf dem Feld-Beifuß (Artemisia campestris). Der Stängel ist meist bräunlich, teilweise auch violett überlaufen und dunkler als die Krone.
Die Tragblätter sind etwas so lang wie die Unterlippe der Krone. Der Blütenkelch besteht aus zwei frei stehenden Hälften, die bis weit unter die Mitte zweigezähnt und pfriemlich sind. Die Krone ist gelblichweiß, die Narbe ist bräunlichviolett, der Griffel ist reichlich drüsig behaart.
Die Blütezeit ist Juni.
Die Chromosomenzahl beträgt 2n = 38.

## Vorkommen
Die Art kommt in Mitteleuropa, Südeuropa und in Marokko vor. Ihr Verbreitungsgebiet umfasst Marokko, Portugal, Spanien, Frankreich und Griechenland.
Innerhalb Deutschlands kommt die Art vor allem in Thüringen und Sachsen-Anhalt vor. Sie wächst auf sehr wärmebegünstigten, lückigen Trockenrasen und bevorzugt trockene, nährstoffarme Gips- und Muschelkalkböden. Sie kommt in Gesellschaften der Ordnung Festucetalia valesiacae vor.